# 슬로우 웨스트
《슬로우 웨스트》(영어: Slow West)는 2015년 공개된 서부 영화이다. 존 매클레인의 감독 데뷔작이고, 마이클 패스벤더가 제작에 참여하는 동시에 주인공 사일러스 역으로 출연한다.

## 줄거리
젊은 스코틀랜드인 제이 캐번디시는 자신의 연인 로즈 로스를 찾아 미국 서부로 여행한다. 그는 미국 원주민을 쫓는 한 무리의 남자들을 만난다. 아일랜드인 현상금 사냥꾼 사일러스 셀렉이 도착하여 우두머리를 쏘아 죽인다. 제이는 보호를 위해 현상금 사냥꾼을 고용한다.
교역소에서, 제이는 모르고 있었지만 사일러스는 로즈와 그녀의 아버지에게 2,000달러의 현상금이 걸려 있는 수배 전단을 보게 된다. 그는 현상금을 얻기 위해 제이를 이용할 계획을 세운다. 또 다른 현상금 사냥꾼인 매의 빅터도 수배 전단에 주목한다. 내부에서 스웨덴 부부가 강도를 시도하여 주인과 남편이 사망한다. 제이가 개입하여 아내를 쏜다. 사일러스와 제이는 보급품을 모아 떠나고, 부부의 아이들은 밖에 버려둔다.
과거에 로즈는 스코틀랜드에서 제이의 애정을 알고 있었지만, 그를 "어린 동생"으로만 여겼다. 제이의 삼촌인 캐번디시 경은 로즈의 아버지인 존 로스와의 논쟁 중 우연히 사망한다. 로즈와 그녀의 아버지는 현상금이 걸린 채 미국으로 떠난다.
현재, 제이는 사일러스를 "짐승"이라고 생각하며 그를 버리고 홀로 나아간다. 그는 여행 작가 워너를 만나 동행을 제안받는다. 다음날 아침 제이가 깨어났을 때, 워너는 제이의 말과 장비를 훔쳐 떠나버렸다. 사일러스는 제이를 찾아냈고, 제이를 찾던 중 워너를 만났다고 말하며 제이의 말과 소지품을 돌려준다.
두 사람은 사일러스의 옛 갱단의 두목인 페인을 만난다. 페인 일당은 스웨덴 아이들을 거두어들였다. 페인은 로즈와 그녀의 아버지의 행방에 대한 정보를 얻으려 했지만 실패하고, 사일러스와 제이에게 압생트를 준다. 그들이 잠든 동안 사일러스와 제이는 사일러스와 로즈가 아이와 함께 사는 꿈을 공유한다. 그들은 깨어나 페인이 그들의 무기를 훔쳤다는 것을 알게 된다. 사일러스는 제이에게 현상금에 대해 밝힌다. 그들은 숲에서 페인 일당을 피하고, 그곳에서 제이는 원주민에게 부상을 입는다.
로즈와 그녀의 아버지는 코토리라는 원주민의 보호를 받으며 근처 초원에 살고 있다. 사제로 변장한 빅터는 그들을 추적하여 로즈의 아버지를 죽인다. 초원에 도착한 후, 사일러스는 제이를 나무에 묶어 해를 입지 않도록 한다. 사일러스는 페인 일당에 대해 로즈에게 경고하기 위해 집으로 달려가지만 빅터에게 부상을 입는다. 페인과 그의 부하들은 빅터를 살해하고 집을 공격한다.
제이는 스스로 풀려나 집으로 달려간다. 코토리와 페인 일당의 대부분이 살해된 후, 로즈는 혼란 속에서 자신이 제이를 쐅다는 것을 깨닫는다. 그녀가 제이를 위로하는 동안 페인이 집으로 들어오고, 제이가 그를 쏜다. 사일러스는 죽어가면서 로즈에게 제이가 그녀를 "온 마음을 다해" 사랑했다고 말한다. 사일러스는 로즈와 스웨덴 아이들과 함께 지낸다.

## 출연

### 주연
- 마이클 패스벤더
- 벤 멘델슨
- 로리 맥칸
- 코디 스밋 맥피

### 조연
- 알렉스 맥퀸
- 브룩 윌리엄스
- 카렌 피스토리우스
- 제프리 토머스
- 마이클 훼일리
- 매들린 새미
- 켄 블래크번
- 칼라니 퀘이포
- 스튜어트 마틴
- 스튜어트 보우맨